# Bozhi
Bozhi (kinesiska: 播植) är en köping i sydöstra Kina. Den ligger i Deqing härad i staden Zhaoqing i provinsen Guangdong, omkring 110 kilometer väster om provinshuvudstaden Guangzhou. Antalet invånare är 15 308. Befolkningen består av 7 501 kvinnor och 7 807 män. Barn under 15 år utgör 26,0 %, vuxna 15-64 år 62 %, och äldre över 65 år 10,0 %.